# Resident Evil
Resident Evil (укр. Оселя зла), оригінальна японська назва Biohazard (яп. バイオハザード, Біологічна небезпека) — відеогра жанру survival horror, створена японською компанією Capcom. Є першою грою серії Resident Evil. Була створена Шінджі Мікамі і розроблена Capcom Production Studio 4 (крім версій для ПК і Sega Saturn). Перша версія Resident Evil вийшла для консолі PlayStation, яка саме набувала популярності, що зіграло значну роль у наступному зростанні популярності однойменної франшизи. На свій час мала найякіснішу графіку з-поміж відеоігор.
За сюжетом, група бійців вирушає до міста Раккун-Сіті розслідувати серію дивних зникнень і смертей його жителів. У ході загадкових подій бійці опиняються в особняку посеред лісу, наповненому пастками, рухомими мерцями і чудовиськами. Їм належить знайти вихід і з'ясувати стосунок корпорації Umbrella до цих подій.

## Ігровий процес

Джилл бореться з зомбі в кімнаті маєтку

### Основи
Гравець керує обраним бійцем, чоловіком Крісом або жінкою Джилл, який подорожує особняком та іншими місцями, користуючись зброєю і корисним спорядженням, таким як ключі, зілля. Рівня здоров'я, майна, карти чи інших відомостей при цьому на основному екрані гри не показується. Персонаж рухається в чотирьох напрямках і може йти звичайним кроком або бігти. За командою гравця він приймає бойову стійку, в якій може атакувати. Камера показує різні місця в різних ракурсах, здебільшого замкнуті приміщення, які займають один екран. Часом несподівано спрацьовують пастки, вискакують вороже налаштовані страховиська. Гравець повинен вчасно зреагувати на це, щоб його персонаж дав відсіч. Крім того, в різних місцях сховані корисні предмети, такі як боєприпаси, ключі від дверей, карти місцевості. Гра пропонує вибирати брати чи ні такі знахідки. Персонажі володіють інвентарем, куди складається все знайдене впродовж подорожей. Поставивши гру на паузу, гравець має змогу скористатися ним і дізнатися додаткову інформацію. Збереження прогресу відбувається в кімнатах з друкарськими машинками. Для їхнього спрацьовування необхідно зазделегідь відшукати друкарські стрічки з чорнилами.

### Зброя
Гра має 7 видів зброї (9 видів — у ПК-версії):
- Бойовий ніж (англ. Combat Knife) — стандартний армійський ніж. Знаходиться в арсеналі у Кріса та Джилл з самого початку гри. Найслабша зброя.
- Beretta M92FS — стандартний поліцейський пістолет. В арсеналі Джилл він перебуває з самого початку гри, а Кріс знаходить його в холі.
- Remington M870 — дробовик, ефективний тільки на близьких відстанях. Цією зброєю можна обезголовити зомбі. Знаходиться в одній з кімнат особняка, але щоб його взяти, доведеться вирішити головоломку.
- Colt Python — револьвер, доволі потужна зброя. Знаходиться в одній з кімнат, але щоб його взяти, гравцеві доведеться вирішити головоломку. Вбиває пересічних ворогів з одного або двох пострілів.
- Bazooka — гранатомет, універсальна зброя проти різних типів ворогів завдяки наявності трьох типів боєприпасів: розривних, запалювальних і кислотних. Знаходиться на терасі другого поверху особняка (доступний тільки для Джилл).
- Вогнемет (англ. Flamethrower) — зброя середньої потужності, ефективний лише на близьких відстанях. Знаходиться в підземеллі, де можна знайти 2 вогнемета. Однак, винести обидва з підземелля неможливо, зброя доступна тільки для Кріса.
- M-66 — гранатомет, найпотужніша зброя гри. Використовується у кінцевій битві Джилл або Крісом. Цю зброю можна отримати, пройшовши гру менш, ніж за 3 години без збережень і не використовуючи спреї першої допомоги (при цьому використання сумішей трав не впливає на отримання секретної зброї).
- MAC-10 (тільки у версії на ПК) — пістолет-кулемет. За потужністю такий самий як «Beretta», але набагато ефективніший завдяки високій скорострільності. Доступний тільки для Джилл.
- Кулемет «Minimi» (тільки у версії на ПК) — важкий кулемет. Володіє забійністю, як у дробовика. Також має високу скорострільність. Доступний тільки для Кріса.
- Beretta Custom Edition — модифікований пістолет «Beretta». Відрізняється не тільки зовні, але й підвищеною потужністю. Має шанс знести зомбі голову з декількох пострілів (доступний тільки у версії «Director's Cut» в режимі гри «Advanced»).

### Інвентар
Особливістю гри, порівняно з іншими творами свого жанру, є обмежений інвентар, поділений на комірки. Кожний предмет в ньому займає одну комірку, незалежно від реального розміру. Гравець може дати команду персонажу використати предмет, оглянути його, або ж виконати дію над ним: перезарядити зброю чи змішати зілля. Крім того у вікні інвентаря можна побачити стан здоров'я персонажа, поглянути на карту місцевості та прочитати знайдені в ході подорожей файли.
Частину майна можливо скласти до скринь, які подекуди знаходяться по всьому особняку. Тим самим звільняється місце, а вміст скринь переноситься між ними. Тобто, поклавши щось до скрині в одній частині особняка, його можна згодом дістати зі скрині в іншому приміщенні. Всього скриня вміщує 45 предметів.
У Джилл місця в інвентарі більше, ніж у Кріса, на 2 комірки, тому гра за неї легша в разі вмілого користування своїм багажем.

### Система змішування трав
Гравцеві попадаються трави трьох видів:
- Синя трава (англ. Blue Herb) — лікує персонажа від отруєння.
- Зелена трава (англ. Green Herb) — відновлює близько 25 % здоров'я.
- Червона трава (англ. Red Herb) — сама по собі марна, однак суміш зеленої та червоної трав відновлює 100 % здоров'я.

Трави можна змішувати, що дозволяє значно економити місце в інвентарі. В одній суміші може бути не більше трьох частин трав. Кожна трава вносить певний внесок в дію суміші. Так, наявність синьої трави в суміші зумовлює зняття отруєння на додачу до підвищення здоров'я. Суміш двох зелених трав відновлює вдвічі більше здоров'я. Суміш зеленої, синьої та червоної трав зветься панацеєю, вона повністю виліковує персонажа і знімає отруєння.
Крім трав у грі є і спреї першої допомоги (англ. First Aid Spray), проте їхнє використання знижує ігровий рейтинг, який потрібний для відкриття деяких секретів. Використання ж трав рейтинг не знижує.

### Файли
У процесі гри гравцеві будуть потрапляти різні документи — щоденники, записки, звіти і так далі. Вони не займають місця в інвентарі, оскільки зберігаються в окремій його секції. Деякі файли є підказками для вирішення загадок, а решта дозволяють глибше зануритися в атмосферу гри.

### Вороги
В грі 10 видів звичайних ворогів:
- Зомбі (англ. Zombie) — колишні працівники корпорації «Амбрелла», які заразилися Т-вірусом. Найчастіші і передбачувані вороги в грі. Деякі зомбі можуть блювати на персонажа кислотою. Зовні діляться на 3 види: обслуговчий персонал, вчені (одягнені в лабораторні халати) і піддослідні (без одягу). Останні помітно сильніші за інших.
- Цербер (англ. Cerberus) — заражений вірусом доберман. Агресивні та швидкі вороги, які зазвичай нападають зграями. Досить слабкі, однак можуть повалити героя на землю. Якщо підстрелити цербера, коли він стрибає, він впаде на підлогу.
- Ворона (англ. Crow) — заражена T-вірусом ворона. Нападають зграями.
- Гадюка (англ. Adder) — зустрічається лише в саду і в одному з підземель. Ці змії можуть отруїти героя укусом.
- Бджола (англ. Bee) — зустрічається один раз за гру — у гуртожитках роєм. Можуть отруїти головного героя. Знищити їх неможливо.
- Прядильник сітей (англ. Web Spinner) — гігантські отруйні тарантули, що залишають після своєї смерті таких же отруйних маленьких павучків (англ. Small Spider). Малих павуків можна розчавити, просто пробігшись по них.
- Мисливець (англ. Hunter) — одні з найсильніших ворогів в грі, подібні на велетенських рептилій. Прудкі і агресивні, непередбачувані, здатні одним ударом обезголовити героя (при стані здоров'я нижче Caution).
- Нептун (англ. Neptune) — заражена аккула. Зустрічається лише одного разу — в затопленому цокольному поверсі гуртожитків.
- Страхітлива рослина (англ. Monster Plant) — зелене стебло, що стирчить з тріщини в підлозі в коридорі гуртожитку. Невразлива. Єдиний спосіб позбутися від неї — закрити тріщину статуями, що стоять у коридорі. Зникає після смерті боса Рослини 42, оскільки є її частиною.
- Химера (англ. Chimera) — швидка та агресивна істота, ДНК якої складене з частин двох істот. В цій грі нагадують мух з людськими рисами, здатні бігати низькими стелях і атакувати як знизу, так і зверху. Мешкають в електростанції лабораторії.

Також гра має 5 босів:
- Позіх (англ. Yawn) — це міні-бос, велетенська змія, яка зустрічається два рази за гру: на горищі і в одній з кімнат на другому поверсі (у ремейку друга поява — у бібліотеці). Щоб вбити її рекомендується використовувати револьвер «Colt Python» і дробовик «Remington M-870», граючи за Джилл, достатньо 3-4 постріли кислотними гранатами.
- Рослина 42 (англ. Plant 42) — величезна м'ясоїдна рослина, яка заразилась T-вірусом. Зростає в гуртожитку. Вона вразлива до вогню, а тому при грі за Джилл легко знищується запальними зарядами, а при грі за Кріса — вогнеметом. Якщо вирішити нескладну головоломку, приготувати V-гази і вилити їх на корінь Рослини 42, корінь засохне і бій з рослиною буде ще легше. Крім того, в сценарії за Джилл цього боса може вбити Баррі.
- Чорний тигр (англ. Black Tiger) — гігантський сірий павук, що мешкає в підземеллі. Ефективно проти нього використовувати дробовик «Remington M-870». Зазвичай вистачає 3-4 пострілів. Також можна використовувати гранатомет «Bazooka», при грі за Джилл, або вогнемет, при грі за Кріса. Як і всі павуки в грі, після своєї смерті залишає маленьких отруйних павучків.
- Тиран Т-002 (англ. Tyrant) — фінальний бос гри. Велика людиноподібна істота з гіпертрофованим серцем і правою рукою, озброєною довгими лезами — кігтями. При першій зустрічі переміщається повільно, при другій — дуже швидко, але ухилитися і втекти цілком реально. Вбити його можна тільки за допомогою гранатомета, який член загону «STARS», пілот Бред Вікерс, скидає керованому персонажу з вертольота.

## Сюжет

Кріс, Джилл і Альберт в холі маєтку

Події гри починаються 9 липня 1998 року з повідомлення у місцевій газеті міста Раккун-Сіті про все частіші випадки зникнення людей. Місцеві жителі знаходили все більше трупів, які були сильно спотворені і обгризені. Але знайти вбивць не вдавалося, тому поліція попросила допомоги у спеціального підрозділу S.T.A.R.S. 23 липня було прийняте рішення відправити до Арклейських лісів неподалік міста команду «Браво». Вертоліт сідає у низовині і через деякий час зникає. На пошуки команди була відправлена команда «Альфа». Саме до цієї команди входять головні персонажі гри, котрими буде керувати гравець. Крім них до команди входять: Альберт Вескер — капітан, Беррі Бертон — спеціаліст зі зброї, Джозеф Фрост — спеціаліст з транспортних засобів і Бред Вікерс — пілот вертольота. Відшукати членів команди «Браво» їм не вдається, але вони знаходять в лісі її вертоліт зі зброєю, але жодної людини. Трохи пізніше Джозеф Фрост знаходить пістолет, а при детальнішому огляді стає видно, що його тримає шматок руки Кеннета Саллівана — члена команди «Браво». Під час паніки зненацька вибігає собака. Собака виявляється не одна і всі вони кидаються на Джозефа, якого загризають до смерті. Команда намагається втекти назад до вертольоту, але вони не встигають — пілот Бред Вікерс, тікає, кинувши своїх товаришів напризволяще. Побачивши близько маєток, команда біжить до нього. Двері виявляються відчиненими і герої вирушають туди.
Всередині маєтку на героїв нападають зомбі та потворні собаки, але ті вирушають дослідити таємниці помешкання. Після блукань і кількох сутичок з величезною змією, герой дістається до внутрішнього дворика, де зустрічає хижу Рослину 42. Подальші події проводять його через підземні лабіринти, населені велетенськими тарантулами. Звідти герой потрапляє в секретні лабораторій, де з'ясовує, що особняк належить фармацевтичній корпорації Umbrella. Вона розробляла так званий Т-вірус і використовувала людей як для своїх експериментів, так і їх приховування. Саме вірус є причиною появи чудовиськ, які захопили будівлю і поширюються прилеглими територіями. Герой відкриває, що Альберт Вескер, керівник команди S.T.A.R.S., насправді співпрацює з Umbrella і є одним з творців Т-вірусу. Він і влаштував прихід бійців до маєтку з метою стримати поширення результатів експериментів і добути цінні відомості, зробивши самих S.T.A.R.S. піддослідними.
Вескер вбиває спецпризначенця S.T.A.R.S. Енріко Маріні. Товариш Кріса, Беррі Бартон, змушений співпрацювати з Вескером, оскільки його сім'я взята в заручники, проте визнає свою помилку. У маєтку активовується система самознищення, бійці тікають, зустрічаючи поодиноких зомбі, та вибираються назовні. Там з-під землі виривається найсильніше породження вірусу, людиноподібний Тиран. Починається останній бій, поки зворотний відлік до вибуху маєтку іде на лічені хвилини. На допомогу повертається пілот Бред Вікерс. Він скидає з вертольота ракетну установку, якою і вдається подолати Тирана.
Вцілілі члени S.T.A.R.S. встигають відлетіти на вертольоті Бреда до того як «оселя зла» вибухає. Якщо гравець не був досить вправним, виживає тільки його персонаж, відбувається поганий фінал. В нормальному виживають Кріс, Джилл/Ребекка, або Джилл, Кріс/Беррі. За хорошого фіналу, рятуються і Кріс, і Джилл, разом з Ребеккою, або Джилл, Кріс і Беррі. Вертоліт відлітає, але з лісу за цим спостерігає невідомий і лунає злий рик.

## Персонажі

### Загін «Альфа»
- Альберт Вескер (англ. Albert Wesker) — командир загону «S.T.A.R.S.».
- Джилл Валентайн (англ. Jill Valentine) — головна героїня гри, майстер зі злому замків.
- Кріс Редфілд (англ. Chris Redfield) — головний герой гри, колишній пілот ВПС.
- Баррі Бертон (англ. Barry Burton) — колишній член спецназу, спеціаліст зі зброї і товариш Кріса.
- Бред Вікерс (англ. Brad Vickers) — пілот.
- Джозеф Фрост (англ. Joseph Frost) — фахівець з транспортних засобів.

### Загін «Браво»
- Ребекка Чемберс (англ. Rebecca Chambers) — наймолодший член команди, медик.
- Енріко Маріні (англ. Enrico Marini) — заступник командира.
- Форест Спейер (англ. Forest Speyer) — снайпер і фахівець з транспорту.
- Кеннет Джей Салліван (англ. Kenneth J. Sullivan) — експерт-хімік.
- Річард Ейкен (англ. Richard Aiken) — професійний зв'язківець.

## Версії
PlayStation. Версія для цієї консолі була випущена 22 березня 1996 в Японії та 30 березня 1996 в США і 1 січня 1996 (Європі). Є першою класичною версією гри.
- Directors Cut. Режисерська версія, що була випущена 25 вересня 1997 (Японія), 30 вересня 1997 (США), 10 грудня 1997 (Європа). Була створена щоб підігріти інтерес публіки перед виходом Resident Evil 2 і продавалася з вбудованою демо-версією нової гри. У режисерській версії було змінено місцезнаходження майже усіх предметів, зброї і ворогів. Персонажі (включаючи Ребекку) отримали нові костюми у гардеробі. Пістолет також був змінений — він став вбивати ворогів з одного пострілу, але лише випадково. Також в грі з'явився режим «Новачок» (Beginner), в якому усіх ворогів стало легше вбивати, а знайденої амуніції вдвічі більше. Відеоролики надавалися в необрізаних версіях. У французькій і німецькій PAL-версіях ролики додатково були кольорові.
- DualShock version. Була випущена 6 січня 1998 (Японія) і 14 вересня 1998 (США). В Європі офіційно не видавалася. За змістом повторювала режисерську версію, але відрізнялася підтримкою сучасних на той час геймпадів з аналоговими стіками і вібрацією. Геймпади PlayStation до DualShock не підтримували цих функцій. У японській версії гра містила додатковий диск, на якому можна було знайти файли збережень прогресу, а також чотири відео, на яких була показана демо-версія Resident Evil 1.5 — скасована версія гри Resident Evil 2.

Sega Saturn. Була випущена 25 червня 1997 (Японія), 31 січня 1997 (США) і 1 жовтня 1997 (Європа). Головна особливість цієї версії від класичної — наявність міні-гри «Battle Game», яку слід попередньо розблокувати. У цій міні-грі гравець мав пройти через декілька кімнат основної гри, вбиваючи ворогів вибраною на початку зброєю. Там же зустрічалися два особливих ворога: зомбі-версія Вескера і золотий Тиран. Наприкінці міні-гри у персонажа підвищується рівень розвитку. Також гра містить інші ексклюзивні види ворогів, як особливий вид Мисливця (Hunter), відомий як Кліщ (Ticks) і оригінальний Тиран у фінальній битві. Також були наявні нові костюми для Кріса і Джилл.
ПК. Була випущена 6 грудня 1996 (Японія), 17 вересня 1997 (США) і 30 вересня 1997 (Європа). Версія для ПК містила елементи з оригінального японського видання, які не увійшли до інших версій, такі як вступне відео у кольорі з Крісом-курцем, і кровью, а також у відео, де головний герой зустрічає першого зомбі, видно відірвану голову Кеннета Салівана (Kenneth J. Sullivan), члена команди «Браво». Також була додана підтримка 3D-відеокарт, що зробило графіку чіткішою. Була додана зброя (MAC-10 для Джилл і FN Minimi для Кріса) і нові костюми для обох персонажів.
Game Boy Color. Версія гри для Game Boy Color була анонсована, але пізніше скасована Capcom, вмотивована низькою якістю гри. На основі розробок цієї гри пізніше була випущена Resident Evil Gaiden.
GameCube remake. Вийшла 22 березня 2002 (Японія), 30 квітня 2002 (США) і 13 вересня 2002 (Європа). У 2001 році компанія Capcom заявила, що відтепер серія буде виходити лише на платформі від Nintendo. У зв'язку з цим на консоль GameCube були портовані Resident Evil 2, Resident Evil 3: Nemesis і Resident Evil Code: Veronica. Оригінальну гру вони вирішили не просто портувати, а повністю переробити, залишивши, за словами Сінзі Мікамі, лише 30 % від оригінальної гри. Нова гра називалася так само — Resident Evil, але серед фанатів отримала підзаголовок Remake, щоб її можна було відрізнити від класичної.
Оновлена гра містила новий звук, графіку, файли й таке інше. Були додані нові вороги, а вікове обмеження отримало рівень Mature (17+) за класифікацією ESRB. Багато відео, виконаних на рушієві гри, було перероблено на CG. Гравцеві дали можливість розвернути персонажа на 180° двома натисканнями клавіш (це було неможливо до Resident Evil 3: Nemesis). У гру за традицією була додана нова зброя та костюми, а також нові режими, секрети і закінчення. Між тим сюжет і основний принцип гри зазнав лише незначних змін. З-поміж них: команда «Альфа» вилетіла на допомогу команді «Браво» не одразу ж, а через добу (таким чином були пов'язані сюжетні лінії гри з Resident Evil Zero, був доданий ще один персонаж, сюжет був ще трохи змінений, щоб пов'язати гру з усіма іншими доти випущеними частинами). У світі було продано понад 1,35 мільйони копій GameCube remake.
Deadly Silence (Nintendo DS). Реліз відбувся 19 січня 2006 (Японія), 7 лютого 2006 (США) і 31 березня 2006 (Європа). У грі було два основних режими: Класичний (Classic Mode) і «Переродження» (Rebirth Mode). Класичний був аналогічним до оригінальної гри, але з використанням тачскріну поратативної консолі. Режим «Переродження» відрізнявся значно більшою кількістю ворогів і новими загадками. Задіювалася особливість консолі — два екрани. На одному відбувається основний ігровий процес, на іншому ж можна переглядати карту чи амуніцію. Як і Remake-версія, у грі можливий швидкий розворот на 180°, але додатково наявна спеціальна кнопка для використання ножа, як у Resident Evil 4. Стало можливим пропускати відеовставки. Відео знов зазнало цензури, але голова Кеннета Салівана при зустрічі з першим зомбі все ж видима.
За допомогою тачскріна можна скинути ворога з бійця, чи використовувати ніж у боротьбі від першої особи. Основною особливістю версії стала підтримка мережевої гри. При грі вдвох з'являлися загадки, які можна було розгадати разом. Були також режими змагань, де гравцям потрібно вбити якомога більше монстрів. Загалом наявно дев'ять персонажів для гри у цьому режимі і три локації.
Nintendo Wii. Версія для Wii була основана на версії для GameCube і відрізняється від неї лише підтримкою особливого контролера для цієї консолі. Гра була випущена у червні 2009 у США і Європі.

## Зв'язок з іншими творами
- За мотивами цієї гри 14 вересня 1998 року було видано роман «Змова Корпорації „Амбрелла“». Автором стала американська письменниця Стефані Деннел Перрі, доти вже відома романами за серіями «Чужий» та «Чужий проти Хижака»[5].
- У наступних частинах гри з'ясовується, що з особняка Спенсера живими вибралися Кріс, Джилл, Баррі і Ребекка. Однак, у самій грі така кінцівка неможлива. При грі за Кріса не можна врятувати Баррі, а при грі за Джилл — Ребекку.
- У грі зустрічається лист зараженого вченого Джона до його коханої на ім'я Ада. У наступній грі серії з'являється Ада Вонґ, яка шукає в Раккун-Сіті свого хлопця Джона.